# Pino De Vittorio
Pino De Vittorio, nome d'arte di Giuseppe De Vittorio (Leporano, 24 dicembre 1954), è un tenore e attore italiano.

## Biografia
Pino De Vittorio ha contribuito alla ricerca e alla rivalorizzazione dei canti popolari del Sud Italia lavorando con Roberto De Simone, Salvatore Accardo, Luciano Berio e Massimo de Bernart. Dopo un corso di studi musicali ha interpretato diverse opere cantando da sopranista. Nel 1976 con Angelo Savelli ha fondato La Compagnia Pupi e Fresedde che ha eseguito musica popolare pugliese e tarantelle. Nell'ambito della collaborazione con la Nuova Compagnia di Canto Popolare durata dalla fine degli anni '70 ai primi anni '90, Pino de Vittorio è stato interprete solista di diverse opere quali La gatta Cenerentola, L'Opera buffa del Giovedì santo, Mistero Napoletano, Li zite 'ngalera, Le 99 disgrazie di Pulcinella e Il Drago, apparendo fra l'altro nel Requiem in memoria di Pier Paolo Pasolini di Roberto De Simone.  Per il Maggio Musicale Fiorentino, di cui è stato più volte ospite, ha interpretato una rivisitazione de l'Orfeo di Monteverdi nella versione di Luciano Berio; per le Settimane Internazionali di Napoli si è esibito ne L'idolo cinese di Giovanni Paisiello, nella Histoire du soldat, diretto da Salvatore Accardo, nonché nel Pulcinella di Stravinskij diretto da Massimo de Bernart. Al Teatro di San Carlo, Napoli, ha debuttato ne Il crispino e la comare dei Fratelli Ricci (1984), successivamente ripresa al Gran Teatro La Fenice di Venezia (1986) e al Théâtre des Champs-Élysées di Parigi. Dal 1987 fa parte dell'Ensemble barocco della Cappella della Pietà de' Turchini (dal 2010, I Turchini di Antonio Florio), dedicandosi in particolare alla riscoperta del patrimonio musicale del barocco riconducibile alla Scuola napoletana. Nell'ambito di tale collaborazione, ha qiuindi partecipato alla produzione e alla registrazione di opere quali La Colomba Ferita di Francesco Provenzale, La Finta Cameriera di Gaetano Latilla, Pulcinella Vendicato nel ritorno da Marechiaro di Giovanni Paisiello (2002), Li Zite 'ngalera di Leonardo Vinci, La Festa Napoletana, Il Disperato Innocente di Boerio, Ottavia restituita al trono di Domenico Scarlatti (2007), l'Alidoro di Leonardo Leo (2008), La Partenope di Leonardo Vinci (interpretando il ruolo en travesti di Eurilla, negli intermezzi di Domenico Sarro). Nel 2010 ha interpretato Aristeo in Orfeo ed Euridice di Johann Joseph Fux al Wiener Konzerthaus. Nel 2006 è impegnato nel ruolo della Nutrice ne L'incoronazione di Poppea di Claudio Monteverdi nella versione di Rinaldo Alessandrini, successivamente proposto anche presso l'Opéra national de Paris (2014) e al Teatro alla Scala di Milano (2015), con la direzione di Rinaldo Alessandrini e la regia di Robert Wilson. Ha collaborato con Yvonne Pouget per lo spettacolo di teatro-danza Identità - Pellegrinaggio all'amore, andato in scena a Monaco di Baviera (2009), e poi ripreso anche a Taranto (2014). Con la Cappella Musicale della Pietà de' Turchini (oggi Cappella Neapolitana Antonio Florio), l'Accordone Ensemble e Media Aetas ha tenuto concerti in tutta Europa ed è stato ospite nei maggiori teatri e festival internazionali (tra i quali l'Accademia Chigiana di Siena, Settembre Musica di Torino, Musica e Poesia a San Maurizio di Milano, Festival Monteverdi di Cremona, Società del quartetto di Milano, Early Music Festival di S. Pietroburgo). Molto apprezzati sono stati i suoi duetti con Marco Beasley.

## Premi e riconoscimenti
Nel corso della carriera ha ricevuto diversi premi e riconoscimenti ufficiali: 
- 2012: Premio Saturo d'Argento
- 2012: Premio Mousiké Regione Puglia

## Discografia
- Caresana, Per la nascita del Verbo, Cappella della Pietà de' Turchini diretta da Antonio Florio, Opus 111, 1996
- Vinci - Leo, L'opera buffa napoletana, Cappella della Pietà de' Turchini diretta da Antonio Florio, Opus 111, 1997
- Tarantelle del Gargano, L'Empreinte Digitale, 1997
- Provenzale, Vespro, Cappella della Pietà de' Turchini diretta da Antonio Florio, Opus 111, 1998
- Provenzale, La colomba ferita, Cappella della Pietà de' Turchini diretta da Antonio Florio, Opus 111, 1998
- Via Toledo, Accordone Ensemble diretto da Guido Morini, Arcana, 1998
- Vinci, Li zite 'ngalera, Cappella della Pietà de' Turchini diretta da Antonio Florio, Opus 111, 1999
- Provenzale, Mottetti, Cappella della Pietà de' Turchini diretta da Antonio Florio, Opus 111, 1999
- Napolitane. Villanelle, arie, moresche (1530-1570), Micrologus, Cappella della Pietà de' Turchini, Opus 111, 1999
- Pergolesi (et. al.), Stabat Mater, Alpha, 2000
- Cavallo, Il giudizio universale, Cappella della Pietà de' Turchini diretta da Antonio Florio, Opus 111, 2000
- Latilla, La finta cameriera, Cappella della Pietà de' Turchini diretta da Antonio Florio, Opus 111, 2000
- Paisiello, Pulcinella vendicato nel ritorno da Marechiaro, Cappella della Pietà de' Turchini diretta da Antonio Florio, Naïve Records, 2002
- Cavalli, Statira principessa di Persia, Cappella della Pietà de' Turchini diretta da Antonio Florio, Naïve Records, 2003
- Canto de la vida. Songs from the Mediterranean, Archiv Produktion, Deutsche Grammophon, 2004
- Tarantelle del Rimorso, Eloquentia, 2006
- Napoli/Madrid. Vinci, Cantate e Intermezzi, Cappella della Pietà de' Turchini diretta da Antonio Florio, Naïve Records, 2007
- Provenzale - Caresana, Missa defunctorum, Cappella della Pietà de' Turchini diretta da Antonio Florio, Eloquentia, 2007
- Cantate Napoletane del '700, Cappella della Pietà de' Turchini diretta da Antonio Florio, Eloquentia, 2009
- Caresana, L'adoratione de' Maggi, Cappella della Pietà de' Turchini diretta da Antonio Florio, Glossa Records, 2010
- Leo, L'Alidoro, Cappella della Pietà de' Turchini diretta da Antonio Florio, Dynamic, 2010
- Fra' Diavolo. La musica nelle strade del Regno di Napoli, Accordone Ensemble diretto da Guido Morini, Arcana, 2011
- Il Canto della Sirena. Cantate Napoletane dell'Età Barocca, I Turchini di Antonio Florio, Glossa Records, 2011
- Il Tesoro di San Gennaro. Sacred music in early 18-Century Naples, I Turchini di Antonio Florio, Glossa Records, 2013
- Siciliane, Laboratorio '600, Glossa Records, 2013